# Diloba protensa
Diloba protensa là một loài bướm đêm trong họ Noctuidae.